# Budas en piedra de Usuki

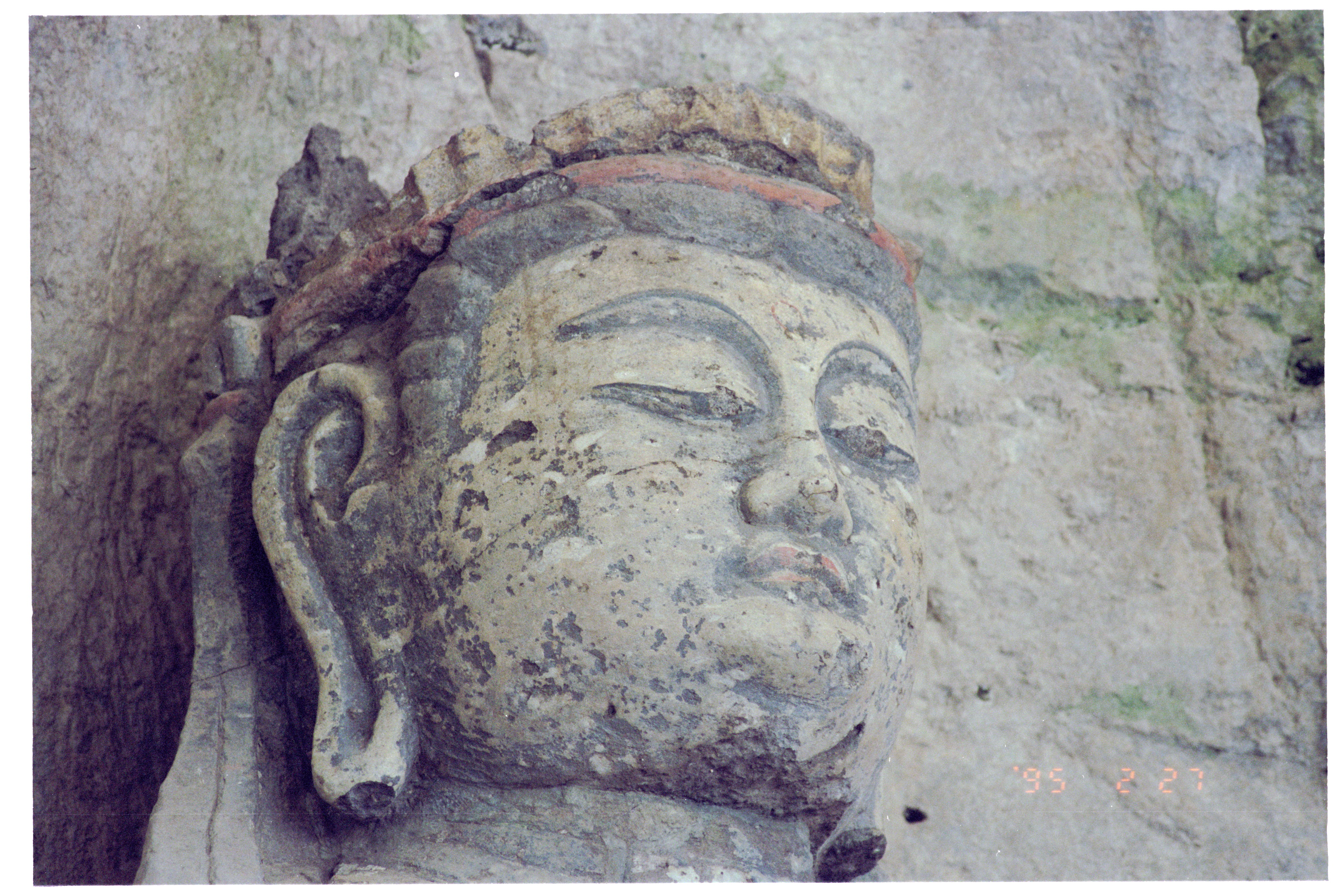
Budas en piedra de Usuki.

Los budas en piedra de Usuki (臼杵磨崖仏, Usuki Magaibutsu) son una colección de esculturas en piedra de budas que están situadas en Usuki, Prefectura de Ōita, Japón.

## Historia
Se estima que los budas en piedra fueron realizados durante el siglo XII y consisten en cuatro grupos de budas en piedra. La razón de su realización no es clara.

## Propiedad cultural
Los budas en piedra son 59 estatuas que fueron seleccionadas como Tesoros Nacionales de Japón. Fueron los primeros tesoros nacionales de la isla, Kyūshū y además los primeros budas en piedra seleccionados.